# لومتر (دهانه)
لومتر یک دهانه برخوردی در ماه‌ است.